# Vaatmerk
Het vaatmerk of chalaza van de zaadknop van bedektzadigen is de basis van de nucellus waar de integumenten zijn vastgehecht en waar het einde van de vaatbundel is.
Tegenover het vaatmerk, aan het andere einde van de nucellus, is de micropyle (het poortje), de opening in de integumenten naar de nucellus. Op deze plaats kan de pollenbuis naar binnen groeien, maar soms groeit de pollenbuis naar binnen bij het vaatmerk.

vaatmerken bij verschillende typen zaadknoppen
orthotrope zaadknop 1. nucellus, 2. vaatmerk, 3. navelstreng
anatrope zaadknop 1. nucellus, 2. vaatmerk, 3. navelstreng, 4. rafe
campylotrope zaadknop 1. nucellus, 2. vaatmerk, 3. navelstreng

Aan het zaad zijn soms nog andere kenmerken van de zaadknop herkenbaar. De plaats van de navelstreng (funiculus) (het steeltje, waarmee de zaadknop aan de placenta bevestigd is) blijft aan het zaad zichtbaar als een litteken: de navel (hilum), dat soms verder loopt over het zaad als zaadnerf (rafe).